# 大回朝
大回朝
京劇劇目，又名《太師回朝》。
淨角唱工戲。

## 劇情
故事取材于《封神演義》第二十七回“太師回兵陳十策”。
殷末，紂王無道，各路諸侯齊反之。太師聞仲奉旨統兵掃平北海，得勝還朝，見紂王寵妲己設炮烙、施毒刑、害忠良，當殿向紂王獻上安邦十策；並勸紂王貶妲己，在朝歌之上用鋼鞭將奸臣費仲、尤渾痛打一頓。

## 劇目演出
漢劇、徽劇、滇劇、河北梆子亦有《大回朝》，川劇有《太師罵紂》，秦腔有《太師回朝》。